# Acanthonitis oberthuri
Acanthonitis oberthuri là một loài bọ cánh cứng trong họ Bọ hung (Scarabaeidae).